# Дрвенца
Дрвенца (пол. Drwęca) — річка в північній Польщі, права притока Вісли. Довжина — 207 км, а площа басейну — 5344 км². Витік розташований на південний захід від міста Ольштинек. Тече в південно-східному напрямку і впадає у Віслу на висоті 36,6 метром над рівнем моря.
Дрвенца з'єднана з Віслинською затокою завдяки Ельблонгському каналу. У 1961 році на всій довжині річки був створений іхтіологічний біосферний заповідник, що є найбільшим за протяжністю резерватом у Польщі.

## Притоки

### Ліві
- Грабічек
- Побужанка
- Гізела
- Ельшка Любавська
- Вель
- Гроблиця
- Бриниця
- Рипениця
- Струга Добжиньська
- Рузец
- Лубянка
- Йордан
- Рудник
- Струга Глодовська
- Бивка

### Праві
- Грамотка
- Калдунка
- Ілавка
- Скарлянка
- Струга Бродницька
- Струга Куявська
- Струга Вомбжеська
- Струга Ковалевська
- Струга Рихновська
- Струга Лубицька
- Фредновский Рув

## Міста на Дрвенці
- Торунь
- Ґолюб-Добжинь
- Бродниця
- Нове-Място-Любавське
- Оструда